# Hyophila kurziana
Hyophila kurziana är en bladmossart som beskrevs av Hirendra Chandra Gangulee 1966 [1967. Hyophila kurziana ingår i släktet Hyophila och familjen Pottiaceae. Inga underarter finns listade i Catalogue of Life.